# Associazione Polisportiva Savoia 1908 1971-1972
Questa voce raccoglie le informazioni riguardanti il Savoia nelle competizioni ufficiali della stagione 1971-1972.

## Stagione
La stagione 1971-1972 fu la 50ª stagione sportiva del Savoia, Serie C 1971-1972: 20º posto

## Divise
| Manica sinistra · Maglietta · Manica destra · Pantaloncini · Calzettoni |

## Organigramma societario
Area direttiva
- Presidente:  Gianni Russo poi
 Emidio De Pamphilis commissario unico dalla 12ª poi
 Vincenzo Pepe dalla 26^

Area organizzativa
- Segretario generale: Carmine Fico

Area tecnica
- Direttore Sportivo: Fabbri
- Allenatore:  Ettore Trevisan poi
 Orazi dall'11^ poi
 Tropea dalla 20ª poi
 Boerio dalla 23ª

## Rosa
| N. |                   | Ruolo | Calciatore         |
| -- | ----------------- | ----- | ------------------ |
|    | Italia (bandiera) | P     | Enzo Bravi         |
|    | Italia (bandiera) | P     | Bruno Sclocchini   |
|    | Italia (bandiera) | D     | Luciano Accardi    |
|    | Italia (bandiera) | D     | Gianni Balugani    |
|    | Italia (bandiera) | C     | Luciano Bruno      |
|    | Italia (bandiera) | D     | Doriano Crocco     |
|    | Italia (bandiera) | D     | Mario Jannarilli   |
|    | Italia (bandiera) | D     | Rosario Marinelli  |
|    | Italia (bandiera) | D     | Franco Nodari      |
|    | Italia (bandiera) | D     | Adriano Polesello  |
|    | Italia (bandiera) | C     | Francesco Curatoli |
|    | Italia (bandiera) | C     | Pietro Lo Monaco   |
|    | Italia (bandiera) | C     | Mario Pandolfi     |
|    | Italia (bandiera) | C     | Renato Poggiali    |
|    | Italia (bandiera) | C     | Vincenzo Russo     |
|    | Italia (bandiera) | C     | Gianpiero Stella   |
|    | Italia (bandiera) | C     | Roberto Turchi     |
|    | Italia (bandiera) | C     | Domenico Ventura   |

| N. |                   | Ruolo | Calciatore                  |
| -- | ----------------- | ----- | --------------------------- |
|    | Italia (bandiera) | C     | Mario Zulich                |
|    | Italia (bandiera) | A     | Claudio Cagnazzo            |
|    | Italia (bandiera) | A     | Gianpietro Porzia           |
|    | Italia (bandiera) | A     | Nicola Taiano               |
|    | Italia (bandiera) |       | Sandro Amato                |
|    | Italia (bandiera) | A     | Franco Barbato              |
|    | Italia (bandiera) | D     | Pasquale Caraviello         |
|    | Italia (bandiera) |       | Carluccio                   |
|    | Italia (bandiera) | A     | Sergio Cirillo              |
|    | Italia (bandiera) | D     | Franco Greco                |
|    | Italia (bandiera) |       | Guida                       |
|    | Italia (bandiera) | D     | Antonio Irlando             |
|    | Italia (bandiera) | D     | Luciano Menconi             |
|    | Italia (bandiera) |       | Miranda                     |
|    | Italia (bandiera) | C     | Ricciardi                   |
|    | Italia (bandiera) |       | Francesco Scarpa (capitano) |
|    | Italia (bandiera) |       | Carlo Vitiello              |
|    | Italia (bandiera) | C     | Nicola Vitiello             |

## Calciomercato
| Acquisti | Acquisti | Acquisti | Acquisti   |
| R.       | Nome     | da       | Modalità   |
| -------- | -------- | -------- | ---------- |
|          |          |          | definitivo |

| Cessioni | Cessioni | Cessioni | Cessioni   |
| R.       | Nome     | a        | Modalità   |
| -------- | -------- | -------- | ---------- |
|          |          |          | definitivo |